# Невоструев, Капитон Иванович
Капи́тон Ива́нович Невостру́ев (1816—1872) — русский церковный историк и писатель, известный археограф и археолог, профессор. Член-корреспондент Петербургской Академии наук (1861).

## Биография
Прежние источники указывали годом рождения К. И. Невоструева — 1815 год. В современных источниках появилось указание, что родился он 28 февраля (12 марта) 1866 года — в семье священника Спасского собора в Елабуге, Иоанна Феодосиевича Невоструева (?—1831), который позднее был священником Космодамианской церкви села Кураково.
Первоначальное образование получил в Елабужском духовном училище, по окончании которого в 1830 году поступил в Вифанскую семинарию, куда в том же году был назначен профессором его старший брат Александр; 25 сентября 1834 года митрополитом Филаретом был посвящён в стихарь. В 1836—1840 годах продолжал обучение в Московской духовной академии. Особенно сильное влияние на студентов Академии того времени имели ректор академии Филарет (Гумилевский) и молодой преподаватель Александр Васильевич Горский. Горский читал курс общей церковной истории и увлёк многих учеников своим предметом, в том числе и Невоструева.
Окончив академию магистром в 1840 году К. И. Невоструев был назначен преподавателем Симбирской семинарии, где ему было поручено преподавание Священного Писания, патристики, еврейского языка и других предметов. В семинарии ему, в числе многих предметов, предложили преподавать ещё и физико-математические дисциплины, но он отказался, откровенно назвав причину — «по скудости приобретённых в семинарии познаний в физико-математических науках». Очень скоро он стал профессором Симбирской семинарии. Выпускник семинарии, А. И. Баратынский в своих воспоминаниях писал о нём:

…без профессорских способностей, привлёк к себе почти общее внимание учеников, и мы иногда с сожалением досадовали, что скоро кончался его класс. Преподавание Капитона Ивановича было плодотворно: я до сих пор не забыл его объяснение книги Иова, пророческих псалмов, евангелиста Матфея, 1 и 2 посланий апостола Павла к коринфянам и апостола Петра. К стыду своему, я должен сказать откровенно, что до сих пор остался при тех знаниях по священному Писанию, какие были преподаны Невоструевым, – и эти знания не изгладятся из моей памяти. <…> Не забуду и того, с каким упорным и неутомимым трудом и терпением он, слабый вообще зрением, разбирал рукописи симбирского Спасского монастыря!— Баратынский А. И. Памяти К. И. Невоструева // Православное обозрение. — 1873. — № 2. — С. 194—197.
В Симбирске, отчасти под влиянием Горского, он приступил к сбору документов по древней истории монастырей и церквей Поволжья, на основе которых подготовил описания более двадцати монастырей. Однако при жизни им было опубликовано только несколько: «Описание Симбирского Спасского девичьего монастыря» (М., 1855); «О начале Алатырского Киево-Николаевского монастыря» (М., 1866); «Историческое описание бывших в г. Самаре мужского Спасо-Преображенского и женского Спасского монастырей» (М., 1867); в 1868 г. в «Археологическом вестнике» — «Описание Кашпирского Благовещенского Симеонова монастыря»; в 1870 г. напечатан в «Симбирских губернских ведомостях» один из самых крупных трудов Невоструева, посвященный истории Симбирского края — «Описание Симбирского Покровского монастыря, что ныне архиерейский дом» — с отдельными оттисками; в «Симбирском Сборнике» того же 1870 года, без указания автора, были опубликованы сведения: 1) «О бывшей Симбирской Соловецкой пустыни» и 2) «О бывшем Симбирском Успенском монастыре».
В 1849 году А. В. Горский пригласил Невоструева в Москву в качестве помощника по описанию рукописей Синодальной библиотеки. Невоструев занимался этим трудом в продолжении 23-х лет до самой смерти. Их совместный труд был напечатан под названием: «Описание славянских рукописей Московской Синодальной библиотеки». За эту работу авторы стали первыми лауреатами Ломоносовской премии (1867).
Умер после продолжительной болезни в Москве 29 ноября (11 декабря) 1872 года.